# Coventry Health Care
Coventry Health Care Inc. ist ein Pharmazie- und Gesundheitsunternehmen aus den Vereinigten Staaten mit Sitz in North Bethesda im Montgomery County. Das Unternehmen war im S&P 500 gelistet. Am 7. Mai 2013 wurde Coventry Health Care von Aetna übernommen.
Im Geschäftsjahr 2011 erwirtschaftete das Unternehmen mit 14.000 Mitarbeitern einen Umsatz in Höhe von 12,187 Milliarden Euro.